# Spilosoma erubescens
Spilosoma erubescens là một loài bướm đêm thuộc phân họ Arctiinae, họ Erebidae.